# The Saga of Biôrn
|  | Denne artikel er oprettet af botten PalnaBot ud fra en ekstern database. Den kan derfor have sproglige fejl eller mangler. Denne skabelon kan fjernes efter kontrol af indholdet. |

The Saga of Biôrn er en animationsfilm fra 2011 instrueret af Frederik Valentin Bjerre-Poulsen, Daniel Dion Christensen, Jonas Doctor, Jonas Georgakakis, Jesper Aagaard Jensen, Benjamin Juel Kousholt, Mads Lundgård, Steffen Lyhne, Pernille Ørum Nielsen efter manuskript af Michael Valeur.

## Handling
Biôrn, en gammel viking, er fast besluttet på at ende sine dage i Valhalla, med overdreven druk og udskejelser. For at få adgang er han nødt til at dø ærefuldt i kamp, men han opdager at det ikke altid er helt så nemt at dø på den måde.